# 부디니 가타이궁

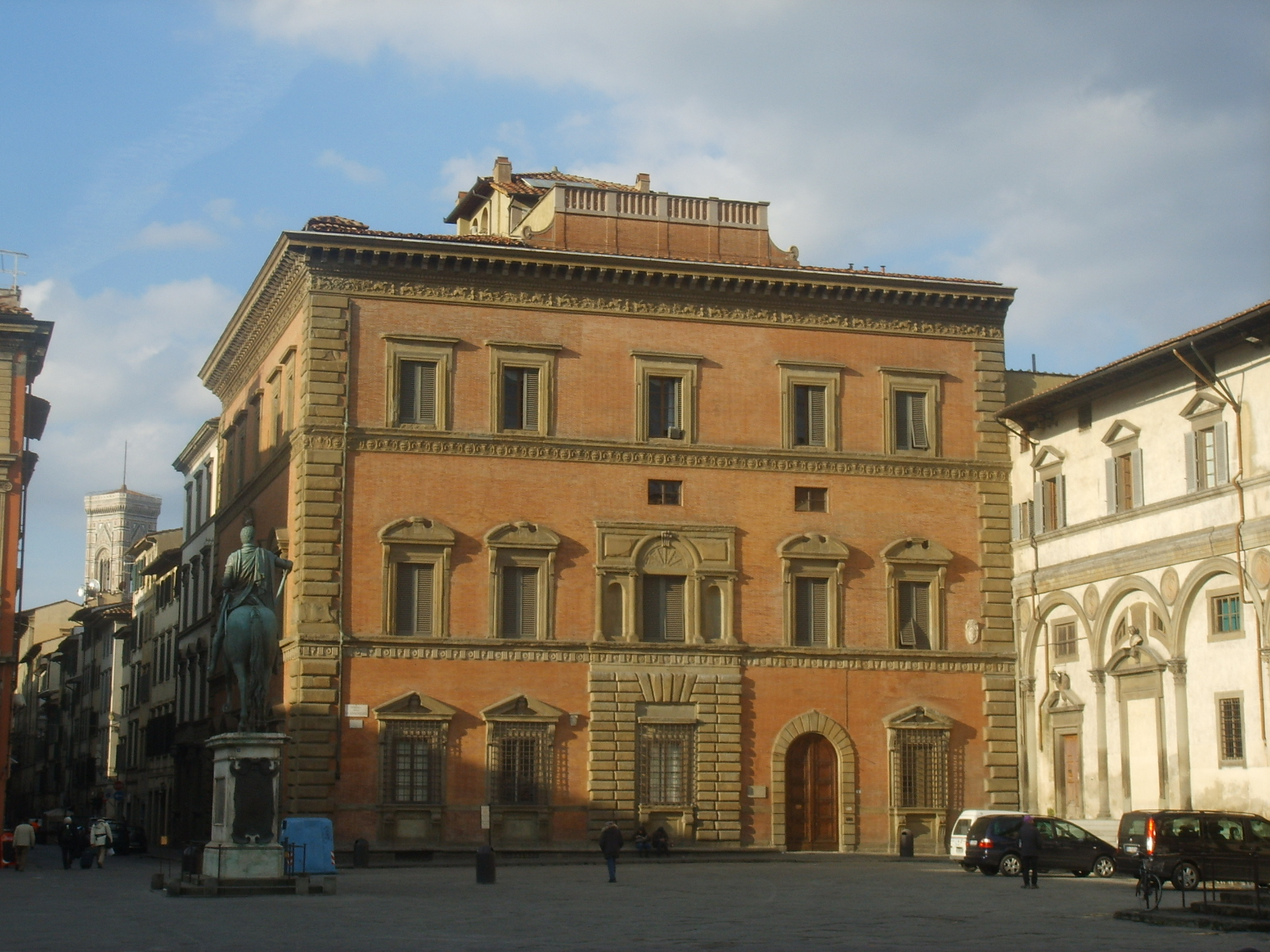
부디니 가타이 궁전

부디니 가타이 궁전(이탈리아어: Palazzo Budini Gattai)은 이탈리아 피렌체 산티시마 안눈치아타 광장에 있는 궁전이다.